# 1. Līga 2005
La 1. Līga 2005 è stata la 14ª edizione della seconda divisione del calcio lettone dalla ritrovata indipendenza. La formazione riserve dello Skonto ha vinto il campionato, ma non era promuovibile in massima serie.

## Stagione

### Novità
Il campionato fu allargato a 16 squadre, due in più della stagione precedente. Vennero ammesse altre tre formazioni riserve di squadre della massima serie: quelle di Jurmala, Dinaburg e Venta. Lo Zibens/Zemessardze, prima tra le squadre non riserva, anche se promosso, rinunciò al posto in massima serie, mentre il Venta (vincitore dei play-off) si iscrisse regolarmente; Ditton e Auda Riga, invece, erano i due club neo retrocessi.
Il Fortūna/OSC Ogre, retrocesso l'anno precedente, fu riammesso col nome di Ogres Sporta Centrs/FK 33 (OSC/FK 33 Ogre) al posto del Balvu Vilki/ATU. Nessuno dei due club promossi dalla 2. Līga si iscrisse: l'Eurobaltija Riga si fuse con l'FK Riga, il Saldus non si iscrisse al campionato.

### Formula
Le sedici squadre partecipanti si affrontavano in turni di andata e ritorno per un totale di 30 incontri per squadra. La vincitrice veniva promossa in Virslīga 2006, la seconda partecipava ai play-off contro la penultima di Virslīga, mentre le ultime classificate erano retrocesse in 2. Līga. Le formazioni riserve di squadre non potevano però essere promosse, per cui non se ne teneva conto per stabilire i club da promuovere. Dopo appena una giornata la formazione riserve del Venta si ritirò; alla nona accadde lo stesso alla formazione riserve del Dinaburg: i risultati di entrambe le squadre furono annullate e di fatto si giocò un campionato a 14 squadre, senza retrocessioni.
Erano assegnati tre punti per la vittoria, uno per il pareggio e zero per la sconfitta. In caso di arrivo in parità si teneva conto della classifica avulsa.

## Squadre partecipanti
| Club                | Città      | Stagione precedente                                                                 |
| ------------------- | ---------- | ----------------------------------------------------------------------------------- |
| Alberts FK          | Rīga       | 13° in 1. Līga                                                                      |
| Auda Ķekava         | Rīga       | 8° in Virslīga, retrocesso                                                          |
| Dinaburg-2          | Daugavpils | Squadra neo-iscritta come formazione riserve di club della Virslīga                 |
| Ditton              | Daugavpils | 7° in Virslīga, perde i play-off contro il Venta, retrocesso                        |
| Dižvanagi Rēzekne   | Rēzekne    | 6° in 1. Līga                                                                       |
| Jelgava             | Jelgava    | 11° in 1. Līga                                                                      |
| JFC Skonto Rīga     | Rīga       | 8° in 1. Līga                                                                       |
| Jurmala-2/Flaminko  | Rīga       | 10° in 1. Līga                                                                      |
| Metalurgs Liepāja-2 | Liepāja    | 3° in 1. Līga                                                                       |
| OSC/FK 33 Ogre      | Ogre       | 14° in 1. Līga, retrocesso e in seguito ripescato con il titolo del Balvu Vilki/ATU |
| Rīga-2              | Rīga       | 9° in 1. Līga                                                                       |
| Skonto-2            | Rīga       | 2° in 1. Līga                                                                       |
| Valmiera            | Valmiera   | 7° in 1. Līga                                                                       |
| Venta-2             | Kuldīga    | Squadra neo-iscritta come formazione riserve di club della Virslīga                 |
| Ventspils-2         | Ventspils  | 1° in 1. Līga                                                                       |
| Zibens/Zemessardze  | Ilūkste    | 4° in 1. Līga, promosso, rinuncia ad iscriversi                                     |

## Classifica finale
|       | Pos. | Squadra             | Pt      | G  | V  | N  | P  | GF | GS  | DR   |
| ----- | ---- | ------------------- | ------- | -- | -- | -- | -- | -- | --- | ---- |
| [ 1 ] | 1.   | Skonto-2            | 65      | 26 | 20 | 5  | 1  | 81 | 18  | +63  |
| [ 1 ] | 2.   | Ventspils-2         | 52      | 26 | 15 | 7  | 4  | 98 | 25  | +73  |
|       | 3.   | Dižvanagi Rēzekne   | 48      | 26 | 15 | 3  | 8  | 68 | 43  | +25  |
| [ 1 ] | 4.   | Metalurgs Liepāja-2 | 47      | 26 | 14 | 5  | 7  | 57 | 23  | +34  |
|       | 5.   | Ditton              | 47      | 26 | 14 | 5  | 7  | 59 | 28  | +31  |
|       | 6.   | Valmiera            | 35      | 26 | 9  | 8  | 9  | 37 | 39  | -2   |
|       | 7.   | JFC Skonto          | 35      | 26 | 8  | 11 | 7  | 44 | 31  | +13  |
| [ 1 ] | 8.   | Rīga-2              | 35      | 26 | 10 | 5  | 11 | 33 | 41  | -8   |
| [ 1 ] | 9.   | Jurmala-2/Flaminko  | 34      | 26 | 9  | 7  | 10 | 48 | 48  | 0    |
|       | 10.  | Zibens/Zemessardze  | 29      | 26 | 7  | 8  | 11 | 45 | 56  | -11  |
|       | 11.  | Jelgava             | 26      | 26 | 8  | 2  | 16 | 43 | 59  | -16  |
|       | 12.  | Auda Ķekava         | 26      | 26 | 8  | 2  | 16 | 27 | 46  | -19  |
|       | 13.  | Alberts FK          | 18      | 26 | 5  | 3  | 18 | 39 | 111 | -72  |
|       | 14.  | OSC/FK 33 Ogre      | 12      | 26 | 3  | 3  | 20 | 30 | 141 | -111 |
| [ 1 ] | ---  | Dinabug-2           | Esclusa |    |    |    |    |    |     |      |
| [ 1 ] | ---  | Venta-2             | Esclusa |    |    |    |    |    |     |      |

## Verdetti finali
- Dizvanagi Rezekne promosso in Virslīga 2006.
- Ditton ammesso ai play-off e in seguito promosso in Virslīga 2006.